# Most císaře Ferdinanda
Most císaře Ferdinanda byl řetězový most, který v letech 1835–1931 překonával meandr řeky Ohře severozápadně od centra města Lokte a byl výraznou součástí panoramatu města. 

## Historie
Město Loket se nachází na ostrohu obkrouženém hloubokým údolím meandru řeky Ohře, proto bylo vždy dopravně poněkud odříznuté, závislé na dvou dřevěných lávkách. V době, kdy obě lávky byly zaniklé, byla roku 1720 dostavěna císařská silnice z Chebu do Karlových Varů. Město Loket více než sto let usilovalo o její přeložení oklikou přes centrum Lokte. To se podařilo až s výstavbou řetězového mostu v roce 1836 (město bylo od středověku s přerušením v 18. století až do roku 1849 krajským městem Loketského kraje). Rozvoj města v době výstavby mostu je dáván do souvislosti s výrobou porcelánu.
První návrh mostu vypracoval Bedřich Schnirch, autor mnoha řetězových mostních konstrukcí a držitel zlaté medaile za návrh železničního řetězového mostu ve Vídni. Jeho návrh ale nebyl schválen a jeho přepracováním byl pověřen Ing. L. Wöllner. Stavbou, kterou provedla firma K. Jelínka, vznikl největší český řetězový most, výjimečný zejména svou výškou nad hladinou, která činila přibližně 20 metrů. Most byl postaven v letech 1833–1836, zprovozněn roku 1835. Most v empirovém stylu byl umělecky zdařilý.
Veřejnosti sloužil do roku 1928, kdy byl pro špatný technický stav uzavřen, v roce 1931 byl pak zbořen. Doprava z Chebu do Karlových Varů byla převedena na nový Janský most postavený v letech 1927 - 1929. Tento most u porcelánky Epiag byl vzdálený více než jeden kilometr.  
Náhradou za řetězový most byl železobetonový most vystavěný v letech 1934–1936 a sloužil místní dopravě. 
Na levém břehu parapetní zdi se sochou sv. Jana Nepomuckého (která mohla zdobit někdejší barokní most) se zachovaly zbytky hranolových pilířů z kamenných kvádrů, které pocházejí z řetězového mostu.
V roce 2017 byl postaven zmenšený model mostu v parku miniatur Boheminium v Mariánských Lázních.